# Pseudelaenia
Genre
Pseudelaenia est un genre monotypique de passereaux de la famille des Tyrannidés. Il se trouve à l'état naturel dans les fruticées arides du sud-ouest de l'Équateur et du nord-ouest du Pérou (du département de Tumbes à celui de La Libertad).

## Liste des espèces
Selon la classification de référence du Congrès ornithologique international (version 9.1, 2019) :
- Pseudelaenia leucospodia (Taczanowski, 1877) — Élénie gris et blanc (ou Élaène grise-et-blanche, Élaène gris-et-blanc, Tyranneau gris et blanc)